# Aulacoderus sternobarbatus
Aulacoderus sternobarbatus is een keversoort uit de familie snoerhalskevers (Anthicidae). De wetenschappelijke naam van de soort is voor het eerst geldig gepubliceerd in 1985 door van Hille.